# L'Arcadie
Pour les articles homonymes, voir Arcadia et Arcadie (homonymie).
L’Arcadie (ou Arcadia) est un poème magistral de Jacopo Sannazaro, publié en Italie en 1502 (version définitive en 1504).

## Résumé

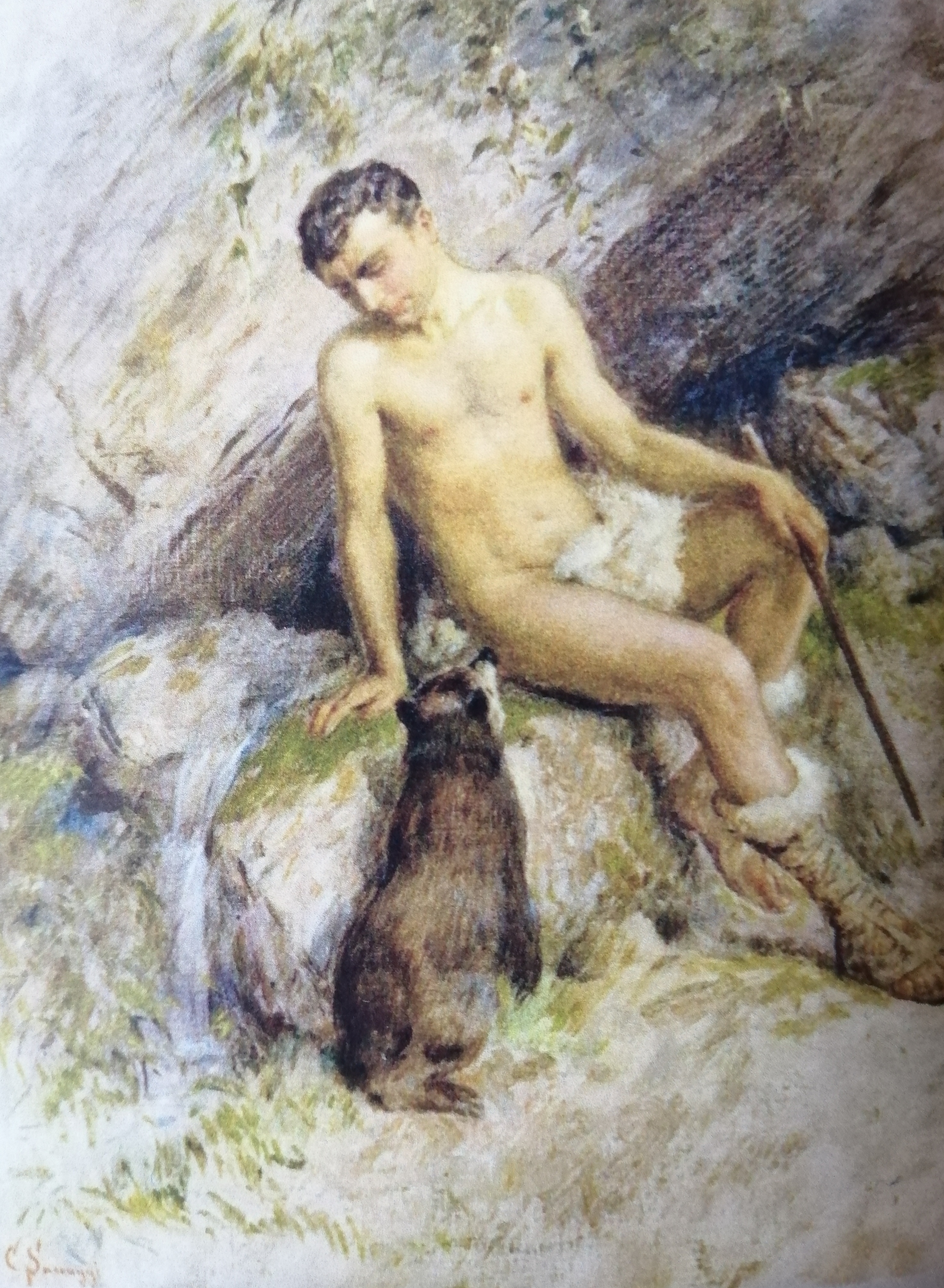
Berger d'Arcadie, travail de Cesare Saccaggi

Composé en plusieurs périodes à partir de 1483, et terminé avant le départ en exil en 1501, le livre comporte douze chapitres formés chacun d’une partie en prose et d’une églogue. Ce n’est pas vraiment un récit historique, ni un roman comme le Daphnis et Chloé de Longus. C’est plutôt un itinéraire spirituel placé sous le signe de Mnémosyne, la mère des Muses. On l’a rapproché de la Consolation de la philosophie de Boèce et des Confessions de saint Augustin.
Il n’y a aucune péripétie et même pas de relation suivie entre les personnages ; le récit se fait au fil de la remémoration. Le décor est planté lors des haltes que font les pasteurs de brebis, accompagnés de leurs bêtes dans une Arcadie issue des réminiscences de l’enfance du poète et bien peu conforme à un pays qui aurait réellement existé, comme c’est le cas chez Virgile. Le personnage principal porte le nom d’auteur de Sannazar, Syncero, narrateur exilé loin de Naples ; le lecteur sait que ce royaume est en proie aux plus graves crises politiques, aux occupations étrangères et aux trahisons. Chaque halte est l’occasion d’une pause méditative, agrémentée par les jeux accomplis au son de la musette évoquant les lointains souvenirs.
On dit souvent que l’Arcadie est en partie autobiographique, en partie allégorique ; le héros, Sincero, désirant oublier un amour malheureux, décide de quitter Naples et de se retirer en Arcadie où il partage l’existence simple des bergers et prend part à leurs concours de poésie et à leurs fêtes païennes. À ce thème central, développé au temps de la jeunesse de l’auteur, entre 1480 et 1485, s’ajoute un complément plus érudit et plus élaboré, dans lequel l’auteur raconte comment Sincero, incapable de trouver la paix qu’il cherchait, retourne à Naples par des grottes souterraines sous la conduite d’une nymphe.
En fait, l’œuvre, qui a suscité de nombreuses études à la fin du XXe siècle est savamment construite ; l’histoire de la vie de l’auteur et des êtres qu’il a aimés, est intimement intriquée à la culture tant antique que contemporaine de l’auteur. Cet advenue du sujet en écho aux bouleversements politiques qui témoignent de l’effondrement de son monde, ponctué par les haltes des bergers et la mise en œuvre de la musette, le détermine à faire le deuil de sa bien-aimée et le détermine à revenir à Naples, à la fois le même, à la fois différent, enfin délivré de quelque chose : une conclusion très moderne en quelque sorte.
On comprend que le succès de Jacopo Sannazaro soit dû moins à ses artifices formels qu’à l’analyse subtile des émotions humaines qu’il nous propose et au monde de rêve qu’il a su créer, éléments qui donnèrent naissance à une nouvelle forme de sensibilité poétique.
Si cet ouvrage est un mélange de prose et de vers à la manière de l’Ameto (it) de Boccace, Jacopo Sannazaro y fit usage d’une espèce de vers que les Italiens appellent sdruccioli et qu’on pourrait nommer dactyles, qu’il a maniés avec beaucoup de facilité et de goût. Il empruntait des mots sdruccioli à la langue latine toutes les fois qu’il n’en trouvait pas de convenables en italien, ce qui donne souvent à ses églogues un air tant soit peu bizarre.

## Éditions

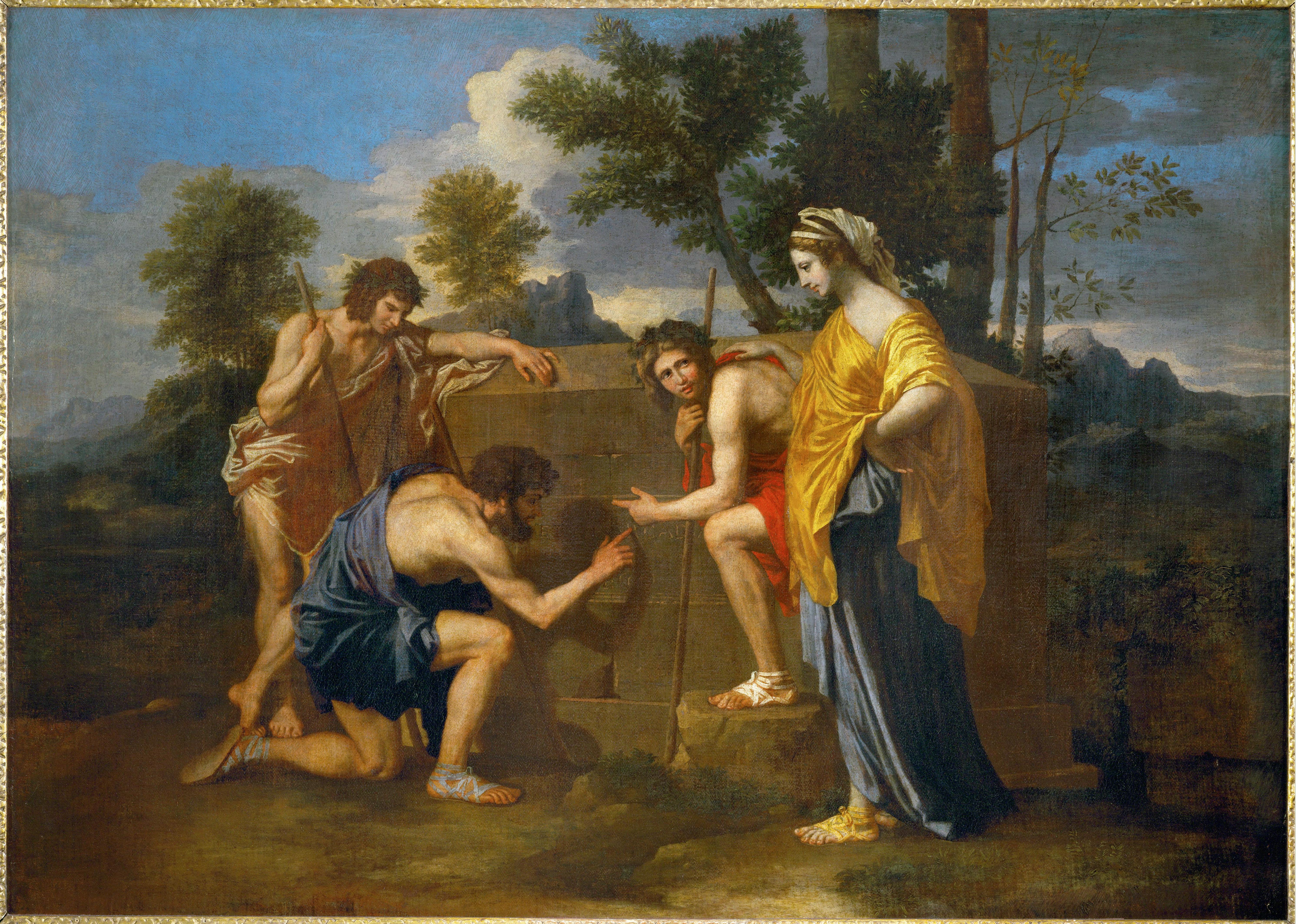
Nicolas Poussin - Berger de Arcadie - Et in Arcadia ego

- Nicolas Poussin - Berger de Arcadie - Et in Arcadia egoÉdition de 1502 : Venise, Vercellese, 1502, in-−6°, très rare, mais citée dans le Catalogue de la bibliothèque Capponi. C’est la première édition de l’Arcadia exécutée sans l’aveu du poète, qui se plaignit même de cette publication prématurée. Lire le texte en ligne lire en ligne sur Gallica
- Édition dite de Jacopo Sannazaro : L’Arcadia fut réimprimée à Naples, en 1504, par Pietro Summonte, ami de l’auteur, et cette édition a servi de modèle à toutes les autres. Lire le texte en ligne lire en ligne sur Gallica
- On doit à Jean Martin une traduction française de l’Arcadia, Paris, Vascosan, 1544, in-−8°. Lire le texte en ligne lire en ligne sur Gallica

L’Arcadia a été réimprimée soixante fois durant le XVIe siècle.